# Stanislav Feikl
Stanislav Feikl (12. listopadu 1883 Dolní Sytová – 7. ledna 1933 Praha) byl český akademický malíř krajinář a portrétista.

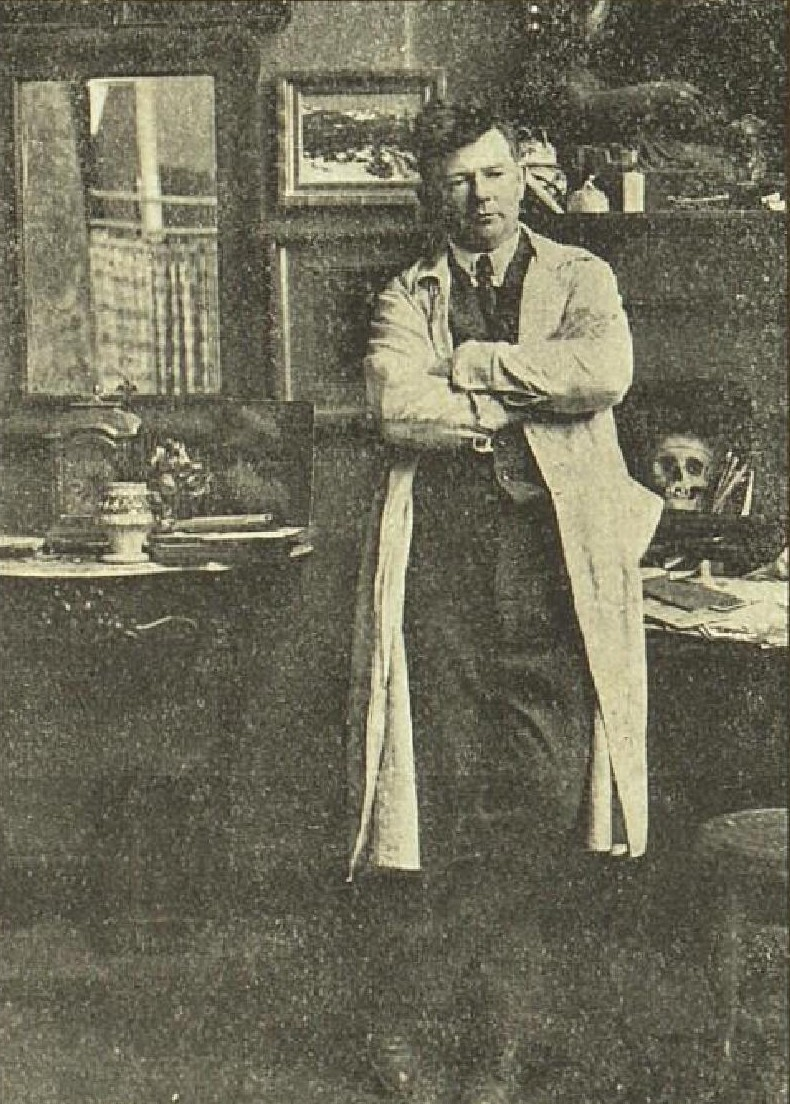
Akademický malíř Stanislav Feikl

## Život a dílo
Pocházel z chudé chalupnické rodiny v Podkrkonoší. Studoval na pražské umělecko-průmyslové škole před r. 1905 a po I. sv. válce  u profesora Vratislava Nechleby na Akademii výtvarných umění v Praze. Ani v jednom případě však není uveden mezi absolventy těchto uměleckých škol. Jeho starší bratr František Feikl (1877–1910) byl rovněž malířem – impresionistou, byť méně známým. Spáchal sebevraždu v r. 1910. 
V roce 1911 se Stanislav Feikl oženil s Růženou Mansfeldovou (nar. 1878) z Bubenče. Ateliér měl nejdříve na rohu Vinohradské a Budečské nad kavárnou Nizza. Pro inspiraci prostupně procestoval Rusko, Turecko, Dalmácii a severní Itálii.
V r. 1906 vystavoval s bratrem Františkem na Výstavě mladého umění v Jičíně. V r. 1907 ku příležitosti otevření Městského divadla na Vinohradech vystavoval s vinohradskými výtvarníky pod patronací Měšťanské besedy vinohradské. V r. 1914 obdržel Turkovu cenu a Moderní galerie od něj zakoupila obraz s pražským motivem. Před I. sv. válkou pravidelně vystavoval na Výročních výstavách Krasoumné jednoty v Rudolfínu. Zřejmě od r. 1914 byl členem Jednoty umělců výtvarných, se kterou vystavoval i v Londýně, Bergenu a v Oslo.
V r. 1915 poprvé souborně vystavoval v Rubešově salonu v Praze (30 obrazů). Zlatá Praha reprodukovala jeho obraz Anežský dvůr. Pozornost této výstavě ve svých referátech ve Zlaté Praze a v Národních listech věnoval K. B. Mádl. Kladně hodnotil jeho obrazy Podzim a Melantrichova ulice a dále psal: „Slavíčkovy stopy snadno objevíme v mnoha pohledech pražských, v nichž Feikl takřka hledá a vidí Slavíčkovýma očima jak liniové konfigurace, tak barvy, tóny, jejich sílu a míru i skladnost.“
V r. 1916 v Beránkově obchodním domě na Vinohradech se účastnil výstavy „Naše Praha v umění výtvarném“. V r. 1917 vystavoval u Rubeše společně s Cínou Jelínkem obrazy na téma „Zima v Krkonoších“. Český svět z této výstavy reprodukoval jeho dva obrazy Z Benecka. V r. 1920 podniká malířskou cestu do Tater s Otou Bubeníčkem, Cínou Jelínkem a Vítem Skálou, následně společně vystavovali v Praze. Český svět z této výstavy reprodukoval jeho obrazy Lomnický štít a Ze Štrby. V r. 1925 vystavoval v Museu Hradce Králové se sochařem J. Pašou. V r. 1926 po přestálé těžké nemoci maloval portrét prezidenta Masaryka pro Moravskou Ostravu. Samostatně opětovně vystavoval v Rubešově salonu v Praze v l. 1923 a 1929.
Méně znám je svými  ženskými portréty, včetně aktů. Některé jeho akty v pastelu i oleji prozrazující školu V. Nechleby reprodukoval v první polovině dvacátých let Český svět a Zlatá Praha, např. Půlakt, Studie a Akt před zrcadlem. V rámci II. výstavy vinohradských výtvarníků představil svoji Studii dívky. Mck ve Zlaté Praze (15. 6. 1922) píše „Studie dívky je malířská studie vzácné delikátnosti, kde světlo hraje po tvarech v bohatě odstíněné stupnici, davajíc jim krásu snu i tryskajícího života.“
St. Feikl rovněž maloval impresionistické obrazy z jihočeského Doudlebska. V r. 1930 vychází kniha Jana Petra „Doudlebským krajem“ s jeho reprodukcemi.
Na sklonku života pobýval u svého syna v Mostecké ulici na Malé Straně, v jejímž okolí dlouhá léta čerpal své pražské motivy.
Zemřel roku 1933 raněn mrtvicí a byl pohřben v rodinném hrobě na Vinohradském hřbitově v Praze. Stanislav Feikl je i dnes znám především svými obrazy staré Prahy, které maloval pod vlivem Antonína Slavíčka. Jan Petr ve své vzpomínce napsal: „Maluje staropražská zákoutí a dvory, bizarní střechy s arkýři a věžičkami, kostely, ulice a trhy na náměstích, dovede dáti tomu všemu onu zvláštní náladu a patinu svým osobitým koloritem, měkkým, jakoby zastřeným.“

## Galerie

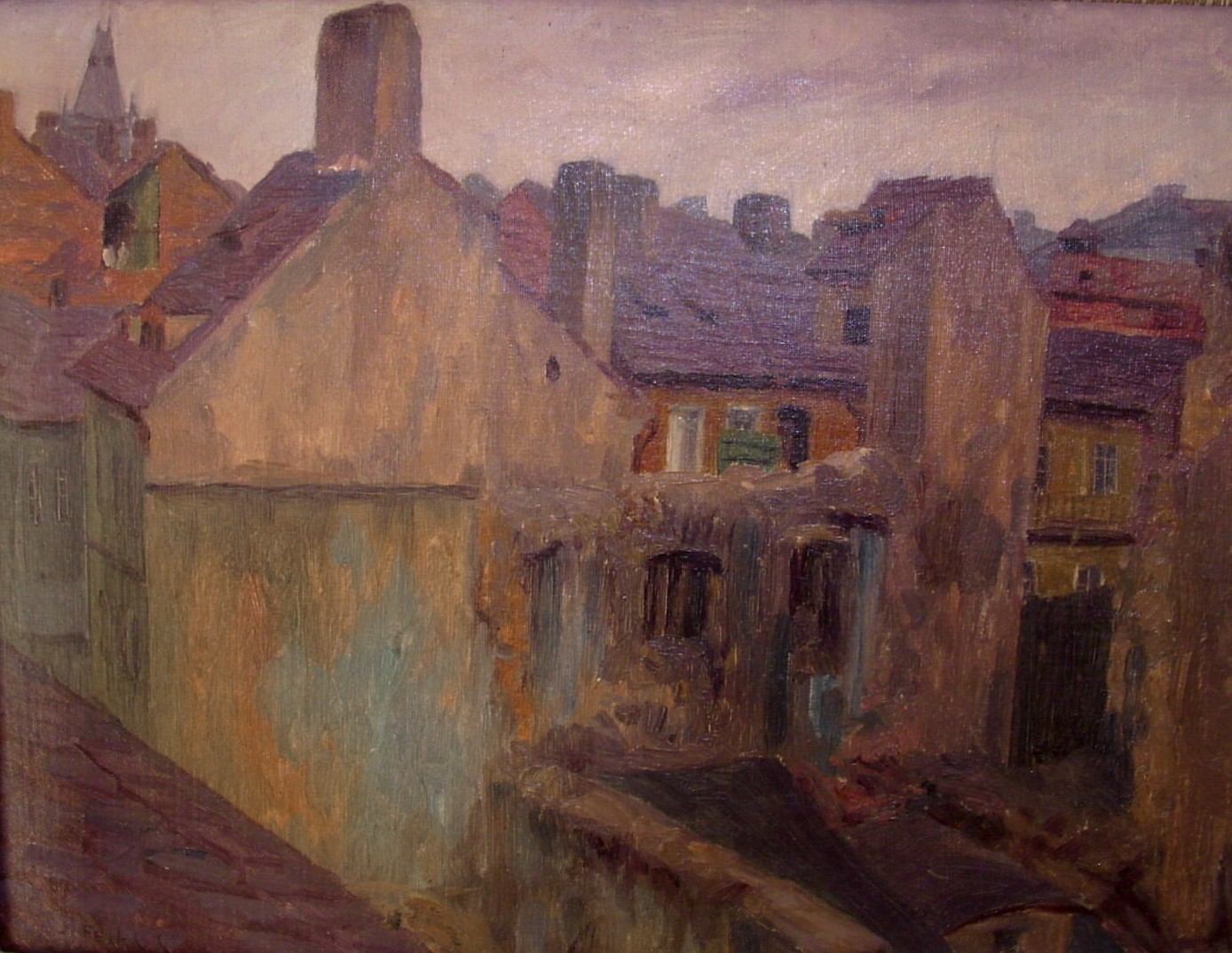
Stanislav Feikl Pražské Židovské město (1910)
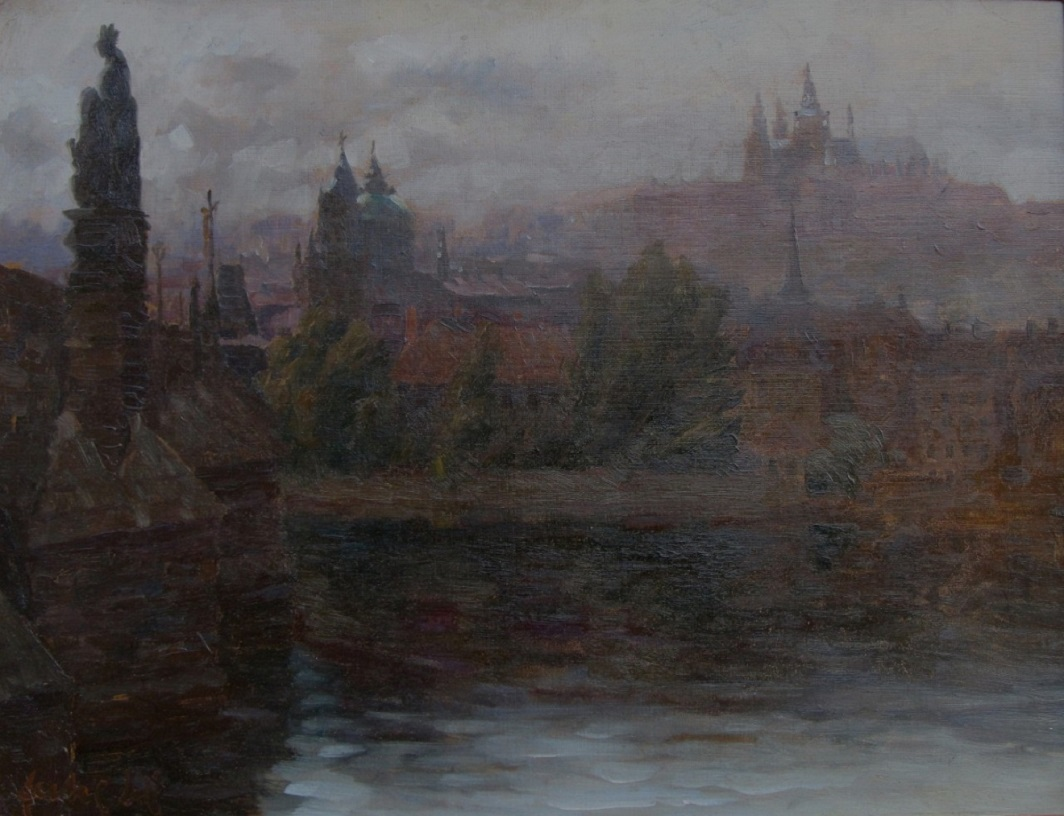
Stanislav Feikl Večerní Praha
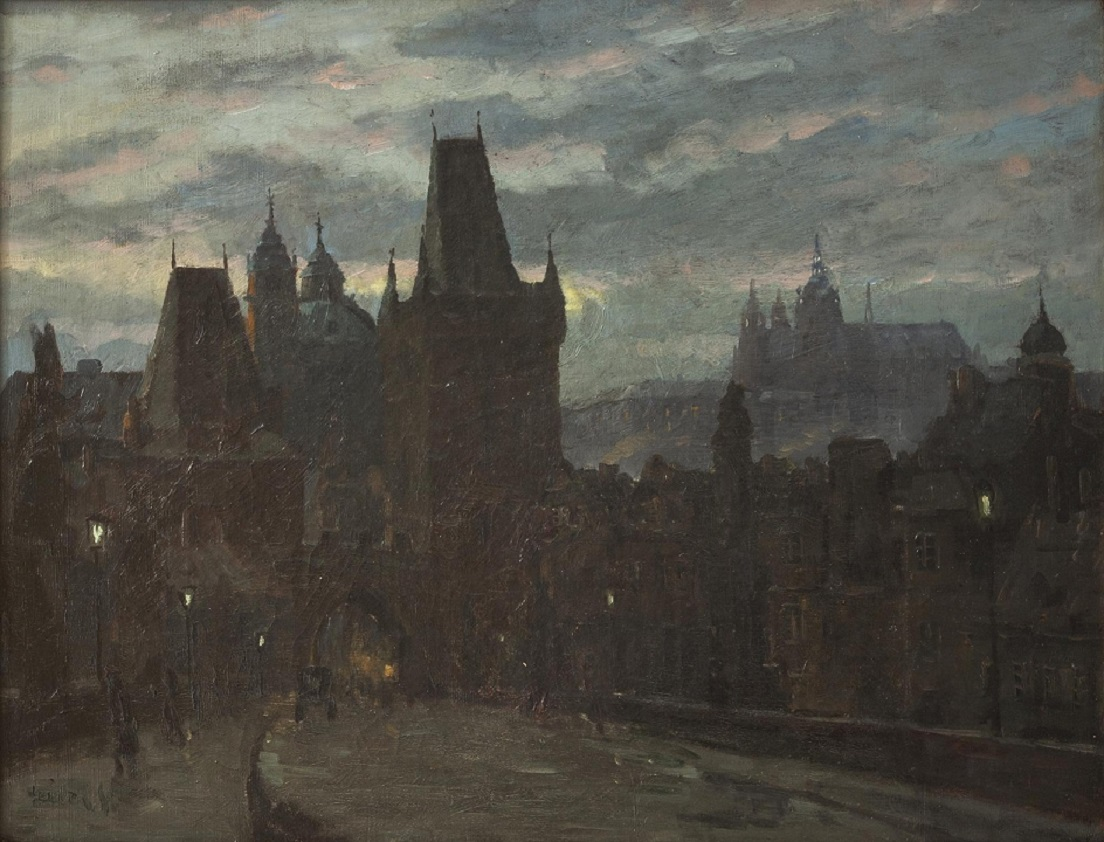
Stanislav Feikl Plynové lampy na Karlově mostě
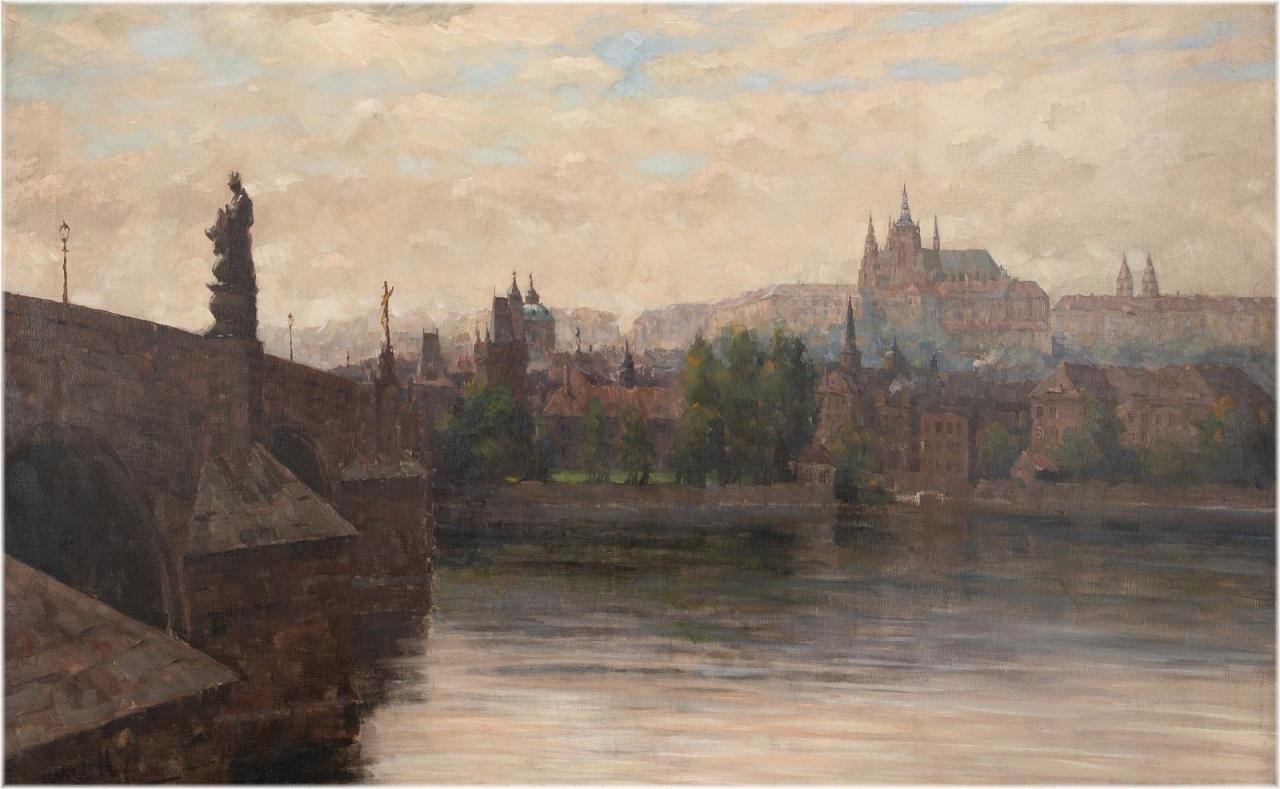
Stanislav Feikl Pražské panorama
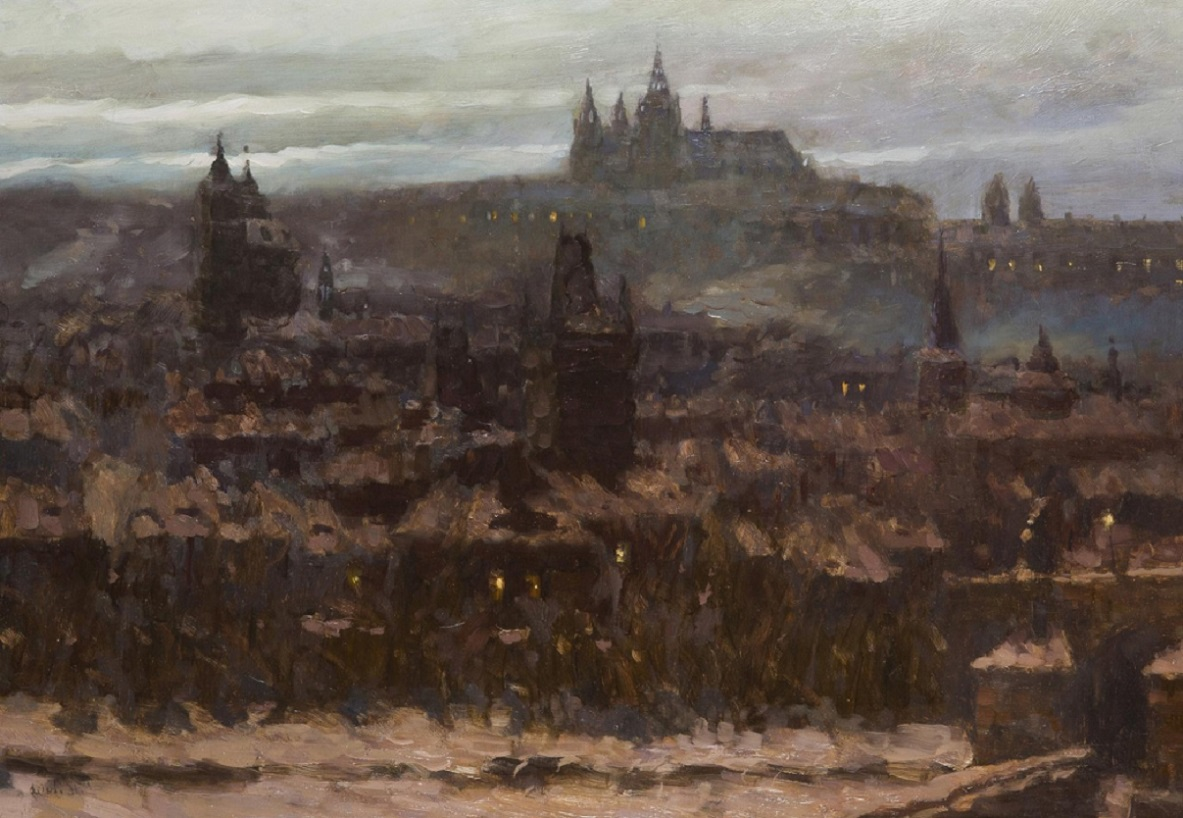
Stanislav Feikl Večer v zasněžené Praze
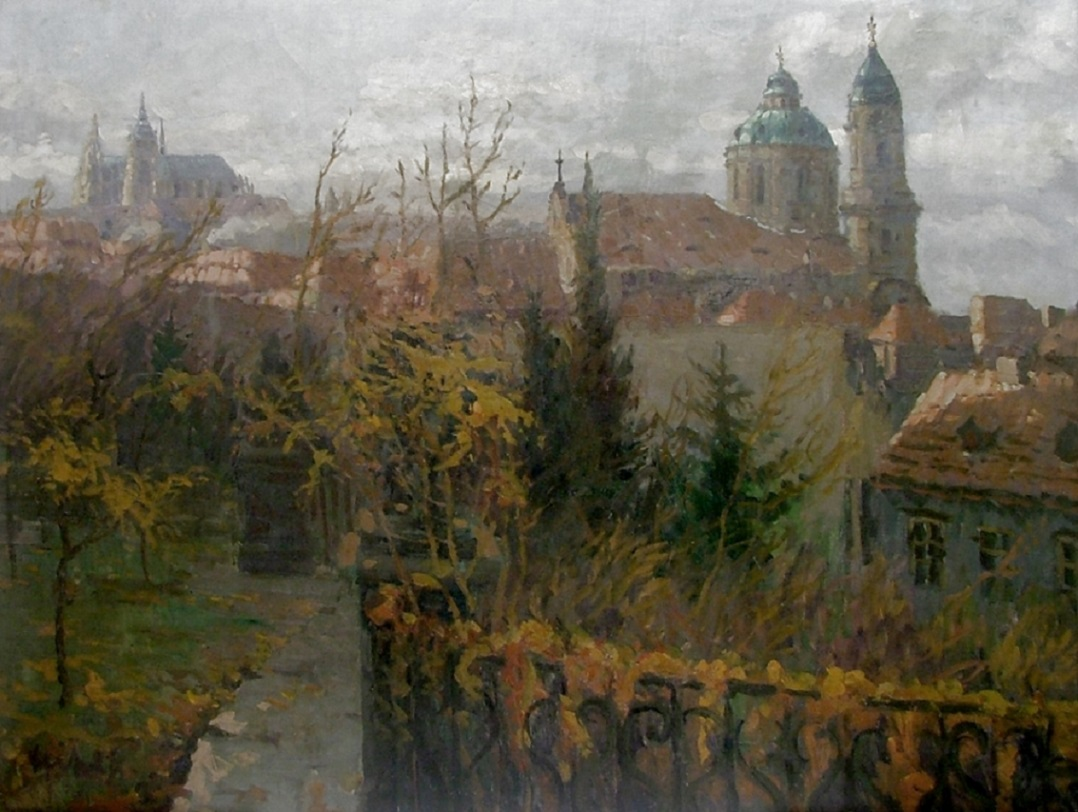
Stanislav Feikl Pohled z Vrtbovské zahrady
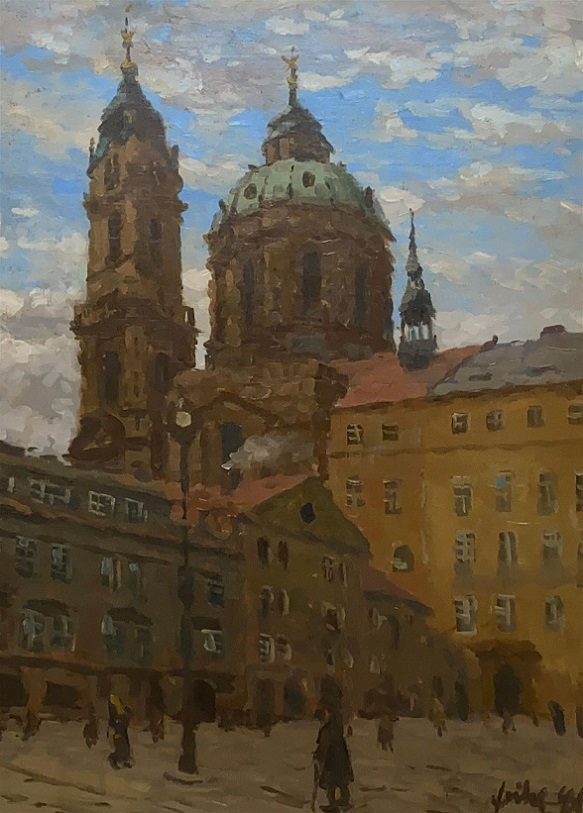
Stanislav Feikl Chrám sv. Mikuláš
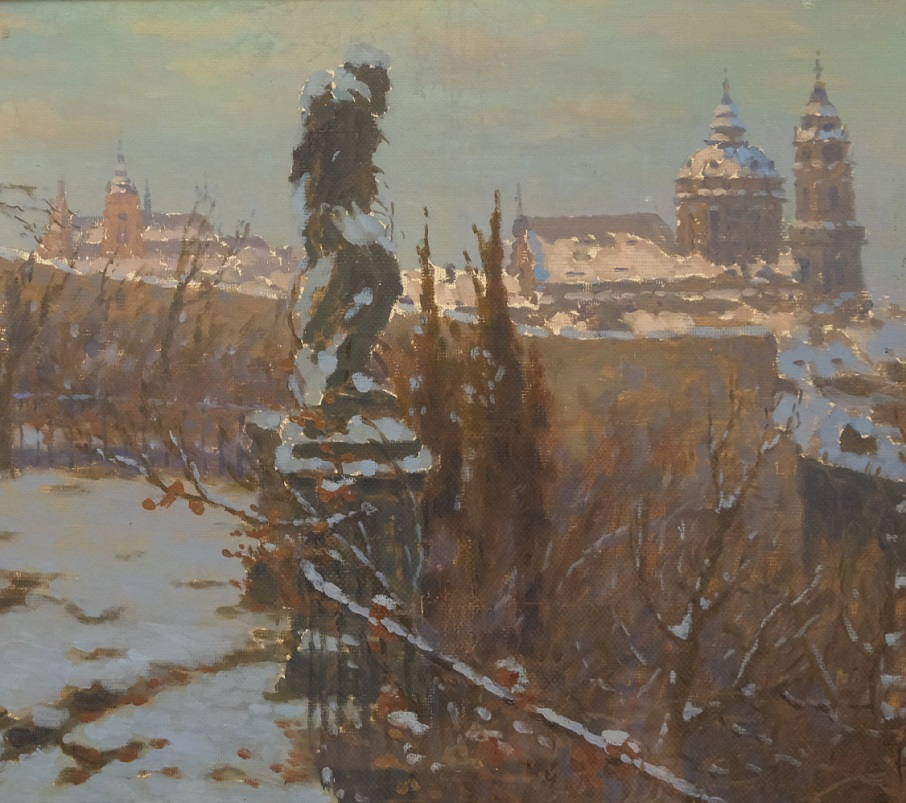
Stanislav Feikl Svatý Mikulaš z Vrtbovské zahrady
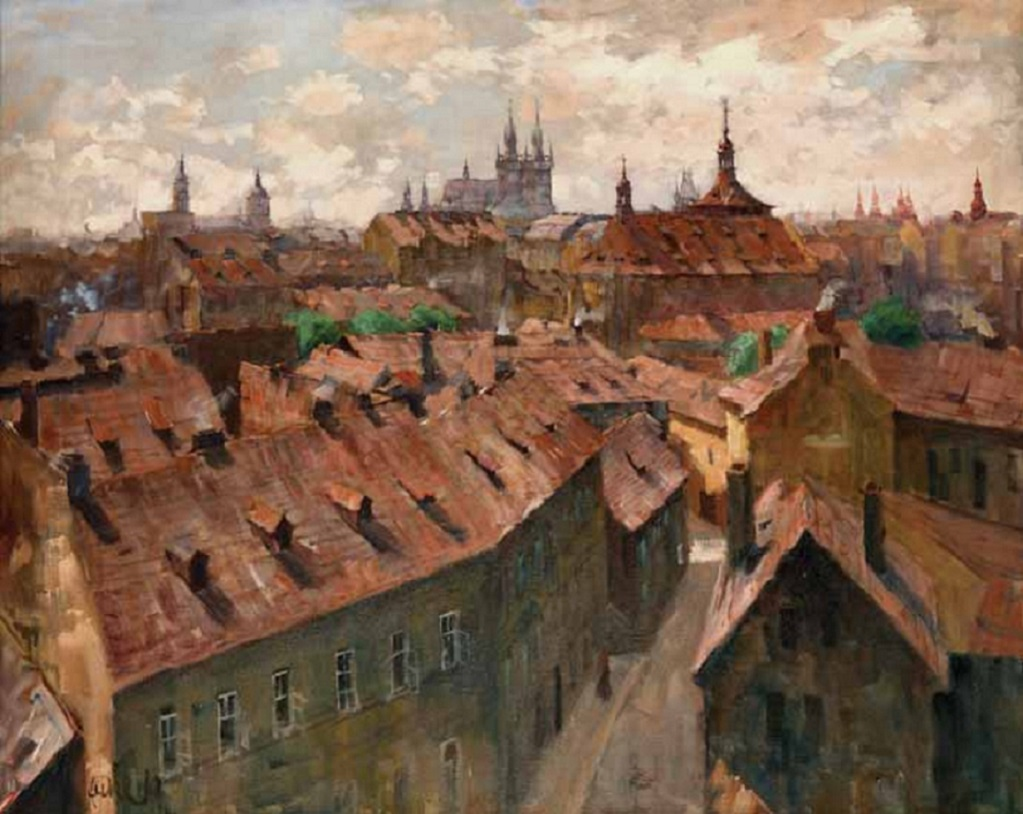
Stanislav Feikl Pražské střechy (asi 1931)
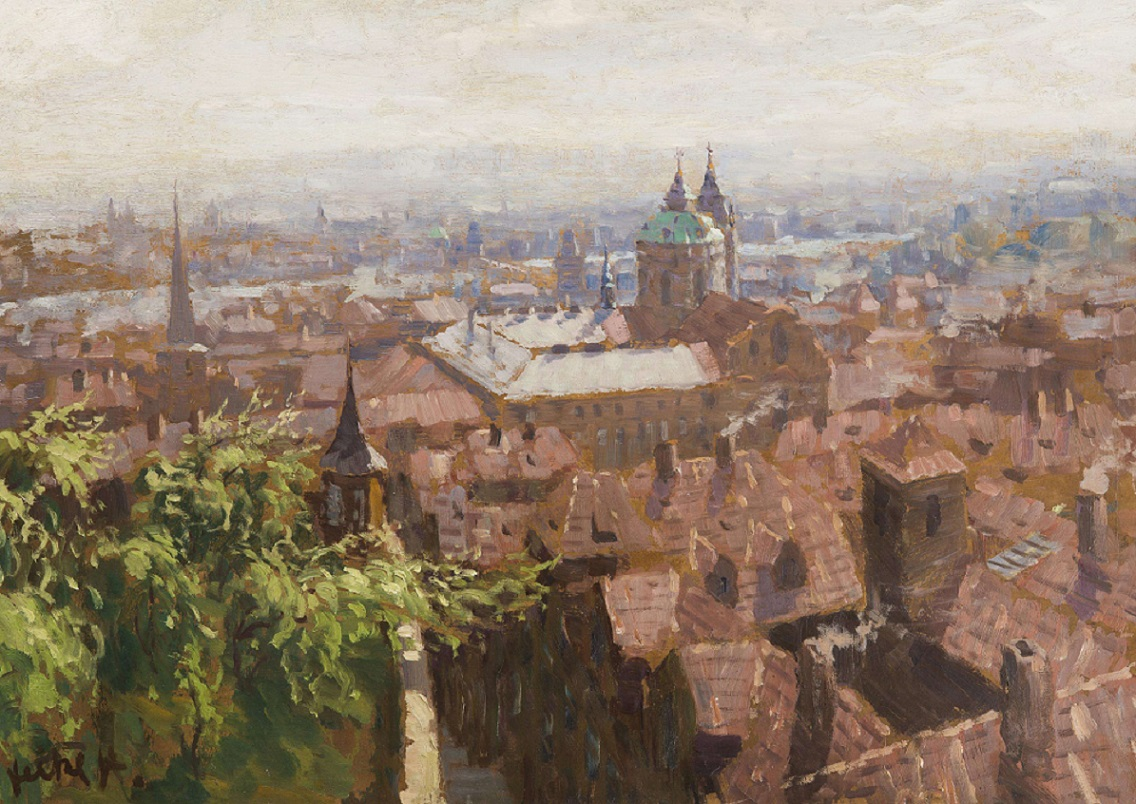
Stanislav Feikl Pohled ze zahrady Na Valech
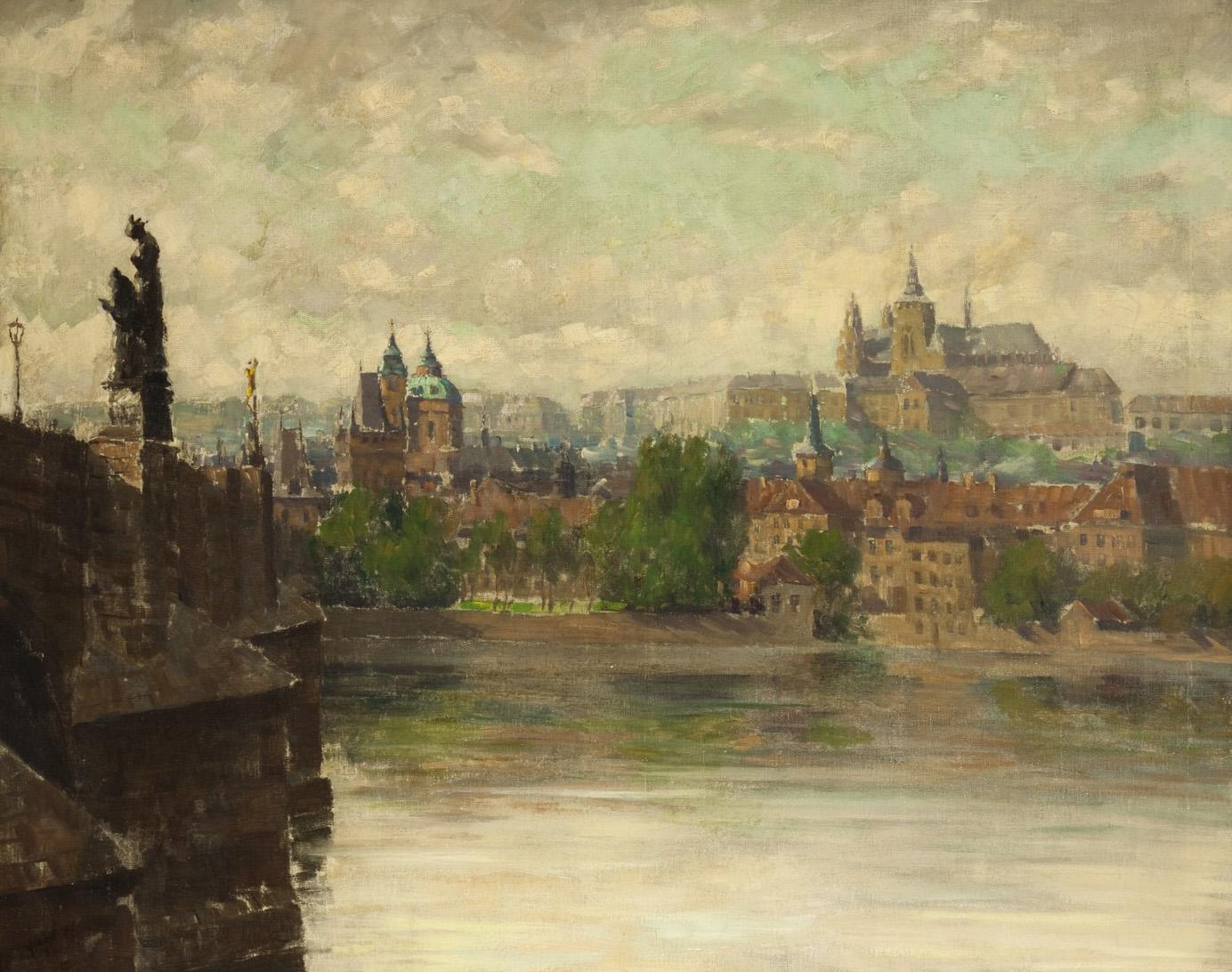
Stanislav Feikl Pohled na Karlův most a Hradčany
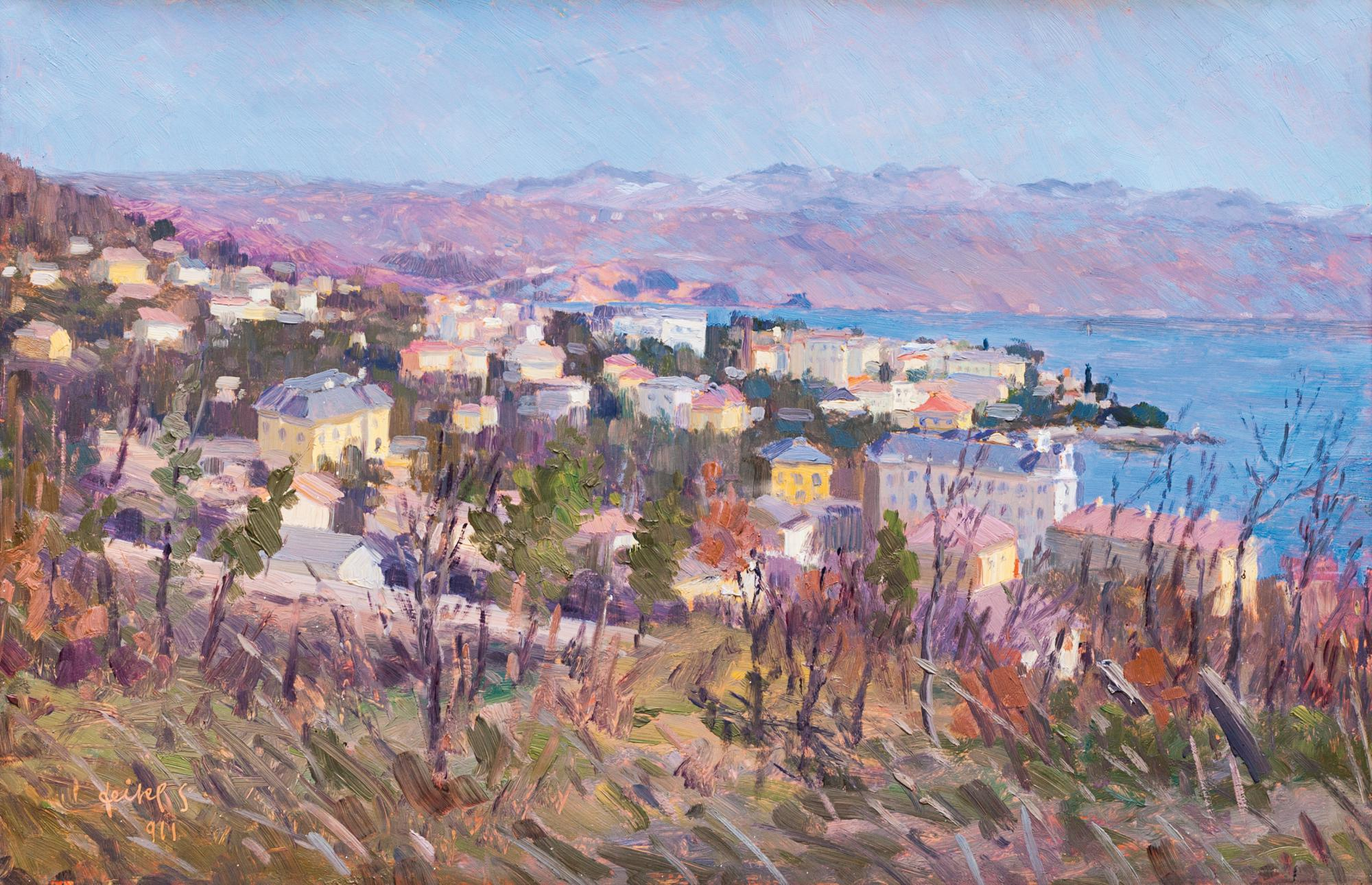
Stanislav Feikl Z Dálmacie (1911)
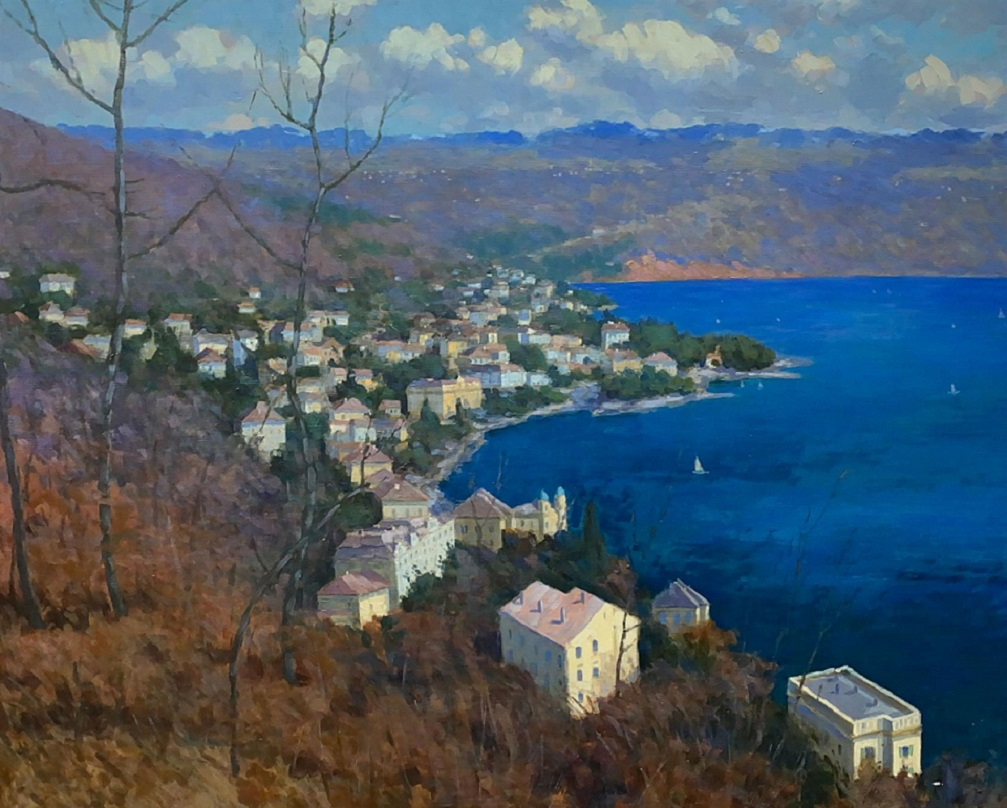
Stanislav Feikl Pobřeží Dalmacie
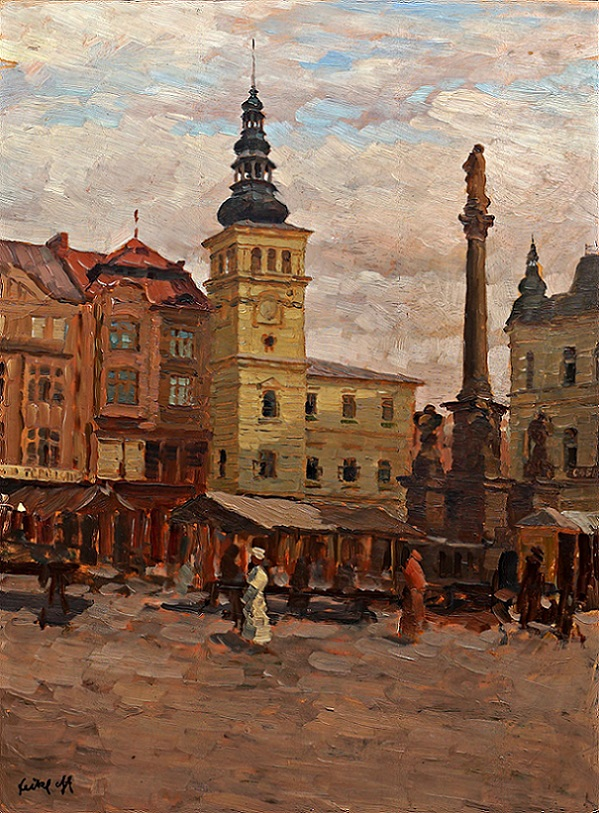
Stanislav Feikl Masarykovo náměstí v Ostravě
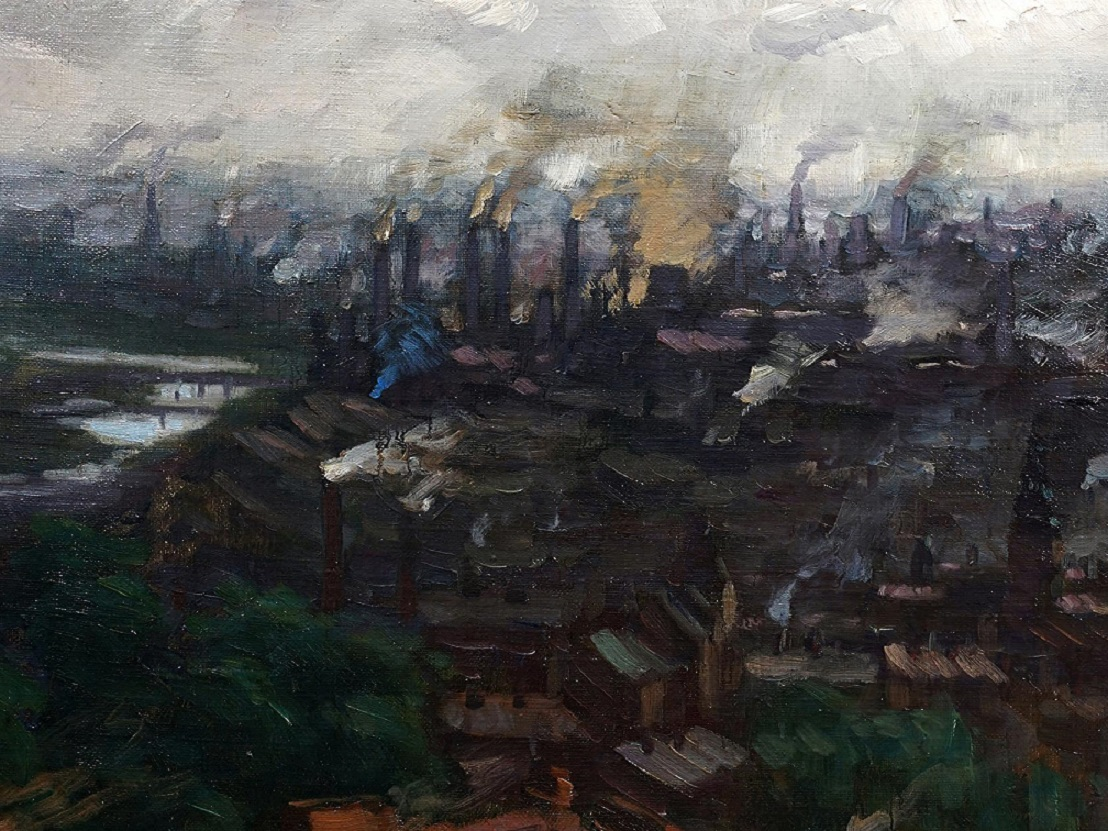
Stanislav Feikl Ostrava
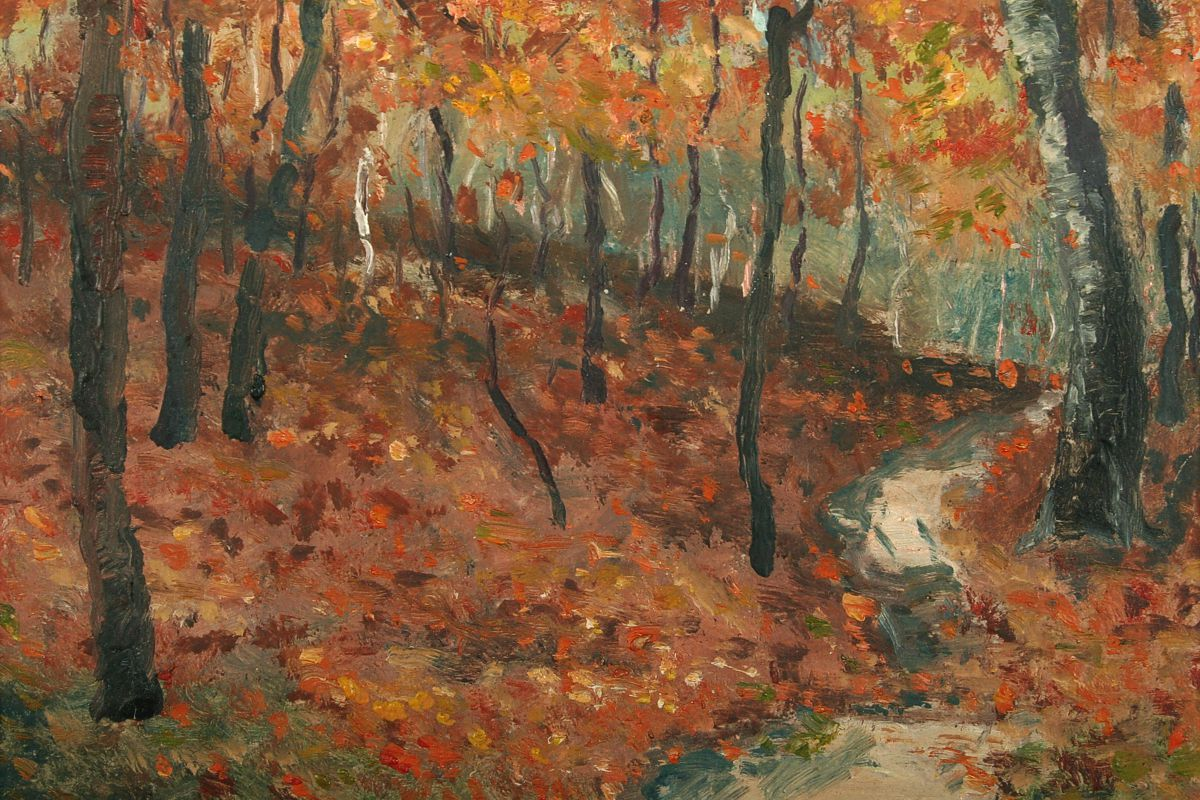
Stanislav Feikl Cesta v lese
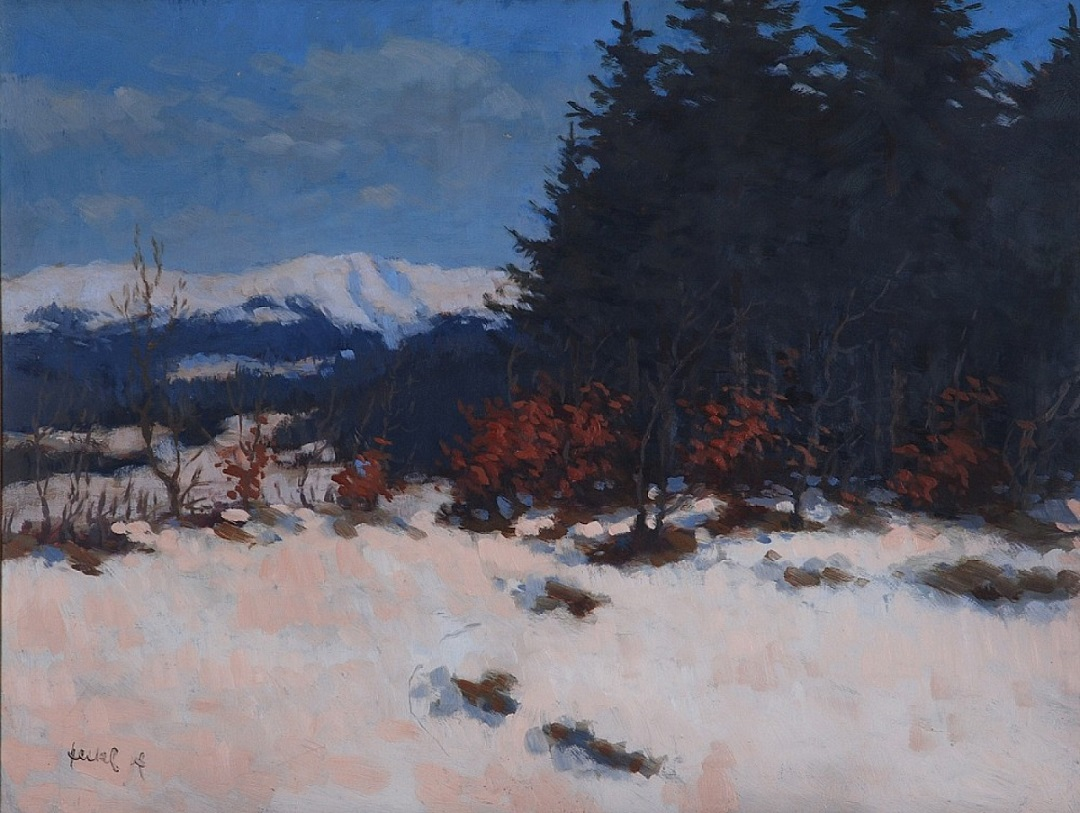
Stanislav Feikl Tání pod horami
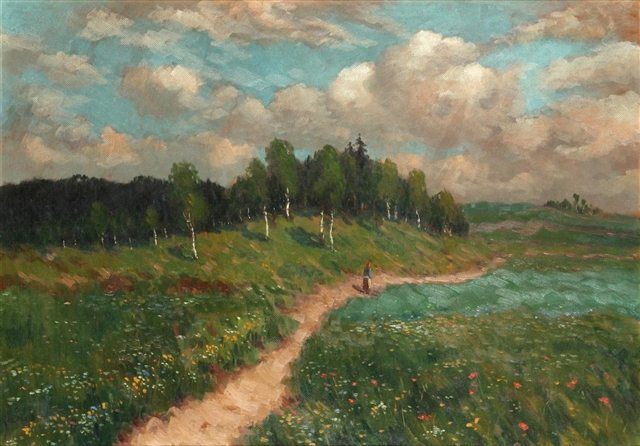
Stanislav Feikl Letní krajina
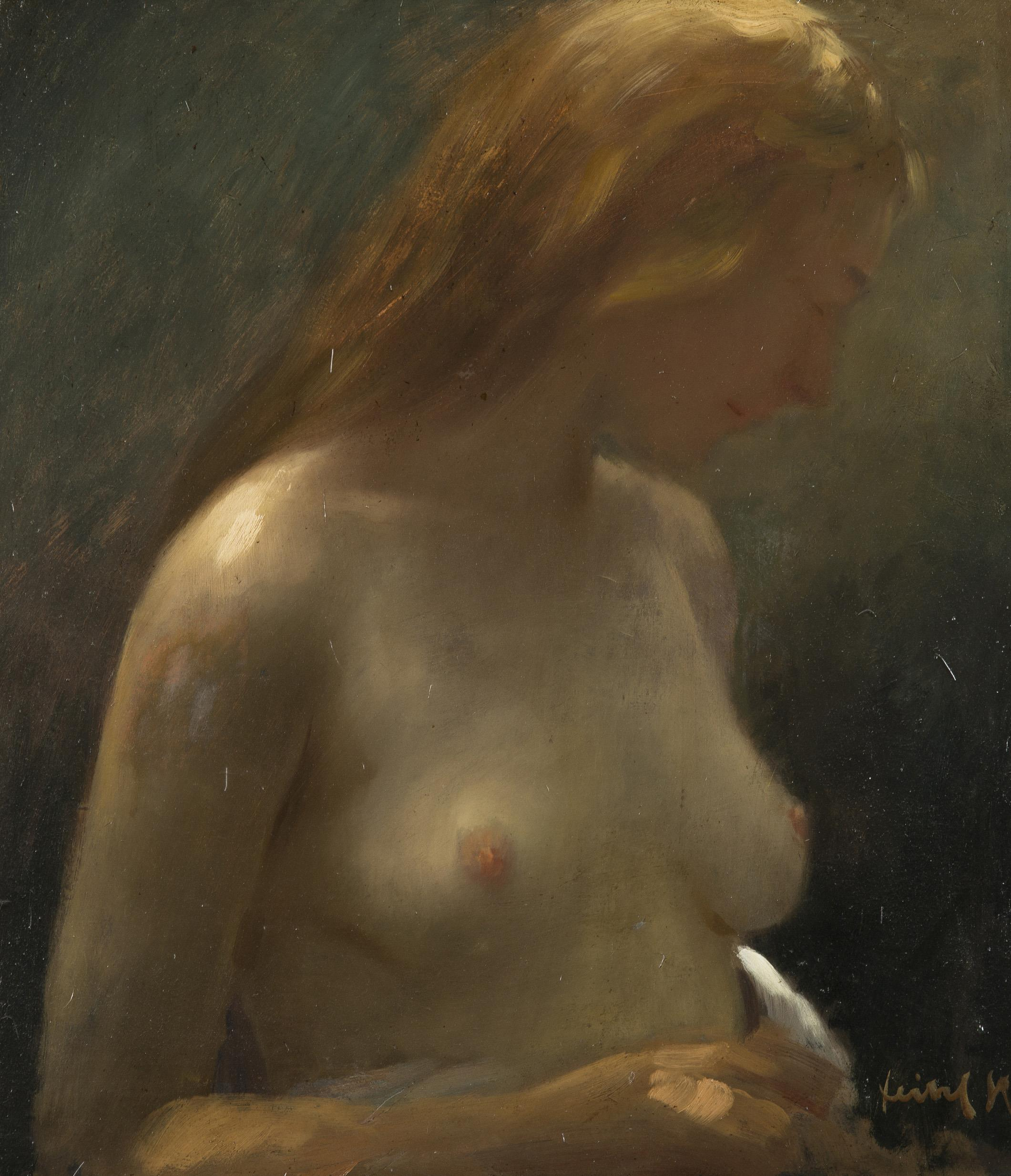
Stanislav Feikl Dívčí poloakt
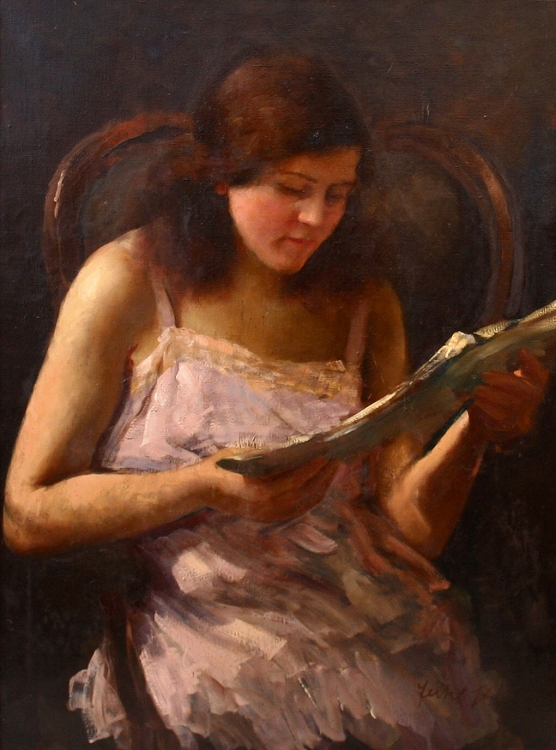
Stanislav Feikl Čtenářka
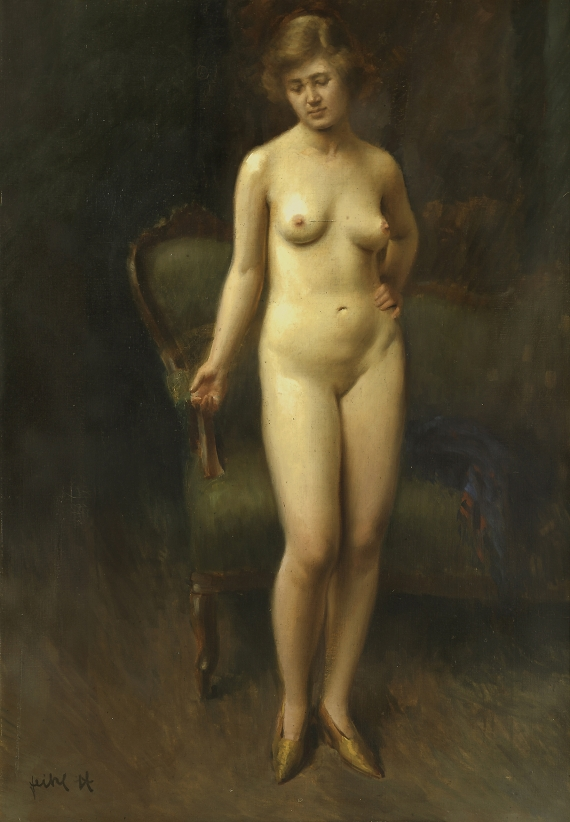
Stanislav Feikl Akt s křeslem
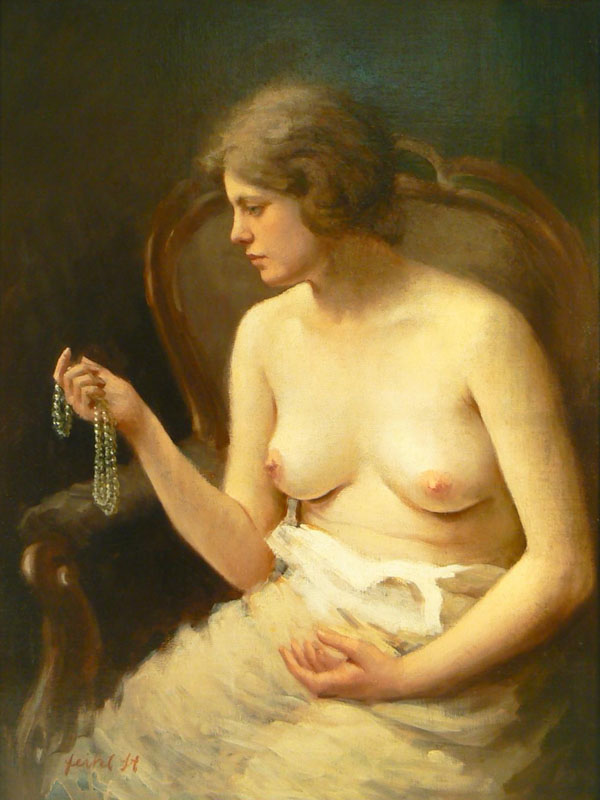
Stanislav Feikl Akt dívky